# Tintin i piraternas våld
Tintin i piraternas våld (franska: Tintin et le mystère de la Toison d'or) är en fransk-belgisk spelfilm från 1961.
Detta är den första av två spelfilmer med seriefiguren Tintin. Den andra är Tintin och de blå apelsinerna, som utkom 1964.

## Handling
Den gamle sjöbjörnen Paparanic har avlidit, och lämnar efter sig ett fartyg vid namn ”Guldskinnet”. Det visar sig också att Kapten Haddock ska få ärva båten, som ligger i Turkiet, Istanbul. Han tar med sig Tintin (Jean-Pierre Talbot) på resan och ser fram emot denna gåva. Väl i Istanbul ser Haddock till sin besvikelse att Guldskinnet inte är den fina lyxbåt han hade tänkt sig, utan en smutsig och ful skorv.

## Titlar
Filmen fick på bio i Sverige under titeln Tintin och släpptes senare på DVD med titeln Tintin i piraternas våld. Den franska titeln Tintin et le Mystère de La Toison d’or betyder ungefär översatt till svenska Tintin och mysteriet med guldskinnet. Filmen släpptes även i Finland med de svenska titlarna Tintin och guldskatten och Tintin och sjörövarskatten.

## Rollista
| Figur                 | Skådespelare       | Fransk röst        |
| --------------------- | ------------------ | ------------------ |
| Tintin                | Jean-Pierre Talbot | Jean-Pierre Talbot |
| Kapten Haddock        | Georges Wilson     | Georges Wilson     |
| Professor Kalkyl      | Georges Loriot     | Georges Loriot     |
| Dupondtarna           | Bröderna Gamonal   | Jacques Dufilho    |
| Claudion              | Henri Soya         | Lud Germain        |
| Anton Karabine        | Demetrios Myra     | Charles Millot     |
| Angorapoulos          | Marcel Bozzuffi    | Marcel Bozzuffi    |
| Fader Alexandre       | Charles Vanel      | Charles Vanel      |
| Midas Papos           | Dario Moreno       | Albert Médina      |
| Scoubidouvitch        | Dimos Starenios    | Daniel Emilfork    |
| Yéfime                | Michel Thomass     | Michel Thomass     |
| Inspektör Attila Thai | okänt              | Daniel Emilfork    |
| Malik                 | Ulvi Uraz          | Albert Médina      |
| Notarie               | Kamer Baba         | Daniel Emilfork    |
| Nestor                | Max Elloy          | Max Elloy          |
| Brevbäraren           | Serge Marquand     | Serge Marquand     |

## Mottagande
Filmen fick positiva recensioner i Sverige.
| ”             | Poängrik och färgrik äventyrshistoria med många farligheter! | „ |
| – Aftonbladet |                                                              |   |

| ”                | Uppfriskande rolig och spännande! | „ |
| – Dagens Nyheter |                                   |   |